# Anna Julia Haywood Cooper
Anna Julia Haywood Cooper (Raleigh, Carolina del Nord, 10 d'agost de 1858 – Washington DC, 27 de febrer de 1964) va ser una autora, educadora i conferenciant estatunidenca. Va ser una de les acadèmiques afroamericanes més prominents de la història dels Estats Units. Després de doctorar-se en Història per la Universitat de la Sorbona de París, es va convertir en la quarta dona afroamericana a posseir un títol de doctora. Va ser una membre destacada de la comunitat afroamericana de Washington, DC i va ser membre de la germanor Alpha Kappa Alpha. Cooper va fer contribucions a les ciències socials, en especial en sociologia. És considerada " the mother of Black Feminism".

## Biografia

### Infància
Anna Julia Cooper va néixer esclava a Raleigh (Carolina del Nord) l'any 1958. Ella i la seva mare, Hannah Stanley Haywood, eren propietat de George Washington Haywood, que probablement era el pare de la noia. Treballava d' empleada domèstica a la casa dels Haywood i tenia dos germans, Andrew J. Haywood i Rufus Haywood.

### Educació
L'any 1868, quan Anna Julia tenia nou anys va rebre una beca i va començar la seva educació a l'escola “St Agustine’s Normal School and Collegiate Institute” a Raleigh, fundada per la diòcesi episcopal local amb el propòsit de donar la capacitat als mestres d'educar als antics esclaus i les seves famílies. Durant els seus 14 anys a “St Agustine’s” destacava tant en les arts liberals com en les matemàtiques i la ciència. Va ser en aquests anys quan va despertar la seva vena feminista, quan es va adonar que els seus companys podien accedir a cursos de preparació per al ministeri i en canvi, les dones no ho tenien permès. Cooper va lluitar pel seu dret a participar en un curs reservat per a homes, mostrant les seves habilitats escolars i ho va aconseguir. Va ser durant aquests anys on va conèixer a George A C. Cooper, un professor de grec que s'havia convertit en el segon afroamericà en ser nomenat ministre episcopal a Carolina del Nord, més tard es convertiria en el seu futur marit, va morir només dos anys després del casament.
L'excel·lència acadèmica de la jove li va permetre treballar com a tutora per a nens més petits i així poder pagar-se les despeses. Després de completar els seus estudis, va fer de professora en la mateixa institució. Durant el curs escolar 1883-1884 ensenyava llengües clàssiques, història moderna, anglès, música vocal i instrumental.
Després de la mort del seu marit va ingressar a l' "Oberlin College" d'Ohio, on va continuar amb el curs d'estudis designat per a homes, graduant-se l'any 1884. Després de passar uns anys impartint classes a "Wilberforce College", Cooper va tornar a St. Agustine's i després altra vegada a Oberlin on va obtenir un mestratge en matemàtiques l'any 1887.
L'any 1900 va viatjar per primera vegada a Europa, per participar en el congrés Panafricà a Londres. Després de visitar ciutats d'Escòcia i Anglaterra, va anar a París a l'Exposició Mundial, després de passar-hi una setmana va marxar a Oberammergau per veure el Joc de la Passió. Més tard va visitar la ciutat de Múnic, entre altres ciutats alemanyes. Va acabar la ruta a Itàlia passant per Roma, Nàpols, Venècia, Pompeia i Florència.

### Els anys a Washington DC
Anys més tard es va mudar a Washington DC, on va desenvolupar una estreta amistat amb Charlotte Forten Grimké. Cooper va començar a impartir classes de llatí a la “M Street High School” i es va convertir en directora l'any 1901. Al cap d'uns anys, Cooper es va veure implicada en una problemàtica relacionada amb les diferents perspectives sobre l'educació negra, ja que va apostar per un model d'educació clàssica promogut per WEB DuBois: dissenyat per a preparar a estudiants escollits per a l'educació superior i el lideratge, en lloc del programa vocacional impulsat per Booker T. Washington. Com a resultat de la controvèrsia va deixar l'escola i va tornar a M Street.

### Anys posteriors
L'any 1893, va publicar un document titulat "El progrés intel·lectual de les dones de color dels Estats Units des de la proclamació de l'Emancipació" al Congrés Mundial de Dones Representats a Chicago. Va ser una de les cinc dones afroamericanes invitades a debatre junt amb: Fannie Barrier Williams, Sarah Jane Woodson Early, Hallie Quinn Brown i Fanny Jackson Coppin. També va estar present a la Conferència Panafricana de Londres de 1900 i va presentar un document titulat "El problema del negre a Amèrica".
Quan tenia 56 anys, l'any 1914 Cooper va començar a estudiar el doctorat a la Universitat de Columbia, però es va veure obligada a interrompre els estudis quan va adoptar cinc fills del seu difunt germanastre després de la mort de la seva mare. Més tard, va fer el trasllat a la Universitat de París-Sorbona que no va acceptar "Le Pèlerinage de Charlemagne", la tesi de la Universitat de Columbia. Durant una dècada va estar investigant i component la seva dissertació i l'any 1925 va presentar la seva tesi "L'actitud de França sobre la qüestió de l'esclavitud entre 1789 i 1848". La jubilació de Cooper de "Washington Colored High School" l'any 1930 no va implicar el fi del seu activisme polític. Aquest mateix any va acceptar el càrrec de presidenta de la Universitat de Frelinghuysen, una escola fundada per a oferir classes als residents de DC que no tenien accés a l'educació superior. Va treballar-hi durant vint anys i va abandonar l'escola tan sols deu anys abans de morir. A l'edat dels 65 anys es va convertir en la quarta dona negra dels Estats Units en obtenir un doctorat en filosofia. El seu treball va ser publicat finalment en una antologia de literatura medieval francesa i sol·licitat per a les classes i la llibreria de Harvard.

### Activisme afroamericà
Anna Julia Cooper és considerada la mare del feminisme negre, durant la seva estança a l'escola “M Street”, va establir i co-fundar una gran quantitat d'organitzacions per defensar els drets civils de la població negra. Va ajudar a fundar la Lliga de Dones de Color de Washington l'any 1892 i es va unir al Comitè executiu de la primera conferència panafricana (1900). A causa del rebuig de membres afroamericans a associacions com la YWCA i la YMCA; “Young Women's Christian Association” i “Young Men's Christian Association”, respectivament, va crear sucursals per a poder ajudar a joves immigrants negres que es traslladaven des del sud fins a Washington DC.

### Mort
Anna Julia Cooper va morir a l'edat de 105 anys el dia 27 de febrer de 1964 a Washington D.C. El seu memorial va ser realitzat al campus de "Saint Augustine's College", a Raleigh (Carolina del Nord), on va començar la seva carrera acadèmica. Va ser enterrada amb el seu marit al "City Cemetery" de la seva ciutat nativa.

### El seu llegat
Algunes organitzacions i universitats han fet alguns actes per recordar la imatge de l'autora. En el passaport dels Estats Units de l'any 2016, exactament a les pàgines 24 i 25 s'hi troba la següent cita de Cooper: "The cause of freedom is not the cause of a race or a sect, a party or a class – it is the cause of humankind, the very birthright of humanity." L'any 2009 el servei postal dels EUA va crear un segell commemoratiu en honor de Cooper, el mateix any es va obrir una escola d'estudis secundaris en honor seu, l'escola episcopal Anna Julia Cooper situada a la "Church Hill" de Richmond, Virginia. A més, l'autora disposa d'una festa en el calendari litúrgic de l'església episcopal junt amb Elizabeth Evelyn Wright, el 28 de febrer. Finalment, es va crear el centre Anna Julia Cooper sobre gènere, raça i política al sud de la Universitat de Wake Forest, actualment Melissa Harris-Perry n'és la directora.

## Obres

### A voice from the south
És el primer llibre de l'autora, va ser escrit l'any 1892 durant la seva estança a la ciutat de Washington DC on feia de professora i directora de l'escola "M. Street High School", és considerat un dels primers articles del feminisme negre. S'hi tracten temes com els drets de les dones (entre ells el sufragi universal), el progrés social, la segregació, que afirma perjudicar la vida intel·lectual i artística dels Estats Units d'Amèrica, la realitat socioeconòmica de les famílies negres i l'administració de l'església episcopal. Aquest llibre va avançar una visió de l'autodeterminació a través de l'educació i la millora social de les dones afroamericanes. La seva tesi central va ser que el progrés educatiu, moral i espiritual de les dones negres serviria per a millorar la posició general de tota la comunitat afroamericana. Cooper entén l'educació com la millor inversió per a la prosperitat de tot el col·lectiu. Acusa l'església Episcopal de descuidar l'educació de les dones afroamericanes i proposa l' "African Methodist Curch" com la institució protagonista de l'avanç de l'aprenentatge. Cooper creu que les dones negres amb educació i exitoses tenien el deure de donar suport a les menys privilegiades per aconseguir els seus reptes. Anna Julia presenta dos models d'educació, l'educació pràctica amb l'objectiu de poder guanyar-se la vida i per altra banda, l'educació amb aptituds o completa.
En el segon apartat del llibre examina el nombre d'autors i representants afroamericans i demana que algú es dediqui a fer una descripció correcta d'ells.
Arran d'aquest primer llibre Anna Julia Cooper va realitzar conferències sobre educació, drets civils i l'estat de les dones afroamericanes arreu del país.
Les idees de Cooper han set criticades però alhora han estat definides com algunes de les més importants del segle xix.

### Slavery and the French and Haitian Revolutionists
Als 66 anys, Cooper va defensar la seva tesi doctoral davant el comitè de la Universitat de París. Escrita i presentada en llengua francesa, la seva dissertació interpretava la Revolució Francesa, s' analitzaven les relacions entre els habitants de les colònies de França i els revolucionaris del segle xviii. Reivindicava que el mercat d'esclaus atemptava contra els drets de l'individu durant la Revolució Francesa. En la tesi també defensava que per a poder comprendre la Revolució i les seves conseqüències feia falta tenir en compte la dimensió de la raça.
La seva tesi facilita una perspectiva única sobre els esdeveniments foscos durant la revolució francesa i haitiana.
L'obra es troba disponible en llengua anglesa gràcies a la traducció de la historiadora Frances R. Keller.

### The Voice of Anna Julia Cooper, Including A Voice from the South and Other Important Essays, Papers, and Letters
En aquest llibre escrit l'any 1998, els editors Charles Lemert i Esme Bhan reuneixen una selecció d'escrits de Cooper on es reflecteixen les idees sobre raça, gènere i classe escrites a finals del segle xix. S'hi reivindica la necessitat d'atenció a la dona negra en societat. Les primeres parts del llibre es titulen: “L'oficina de la dona de color” i “La dona negra d'Amèrica fins ara sense veu”.
En el capítol introductori, Lemert combina aspectes biològics, anàlisi tècnica i narra aspectes del context històric. El llibre també inclou una reimpressió de A Voice from the South, l'obra més coneguda de l'escriptora. En el primer capítol es reivindica la importància i la necessitat de donar veu a les dones afroamericanes d'Amèrica, ja que creu en el sexe femení com a element fonamental per al progrés de la raça negra. En altres capítols, es discuteix la opressió a les dones i a les races de color. Altres temes que es tracten en el llibre són l'estat de la dona, especialment en l'àmbit de l'educació superior.
En la segona part del llibre, Anna Julia Cooper explora sobre la raça i la cultura des d'un punt de vista més ampli i intenta donar respostes a preguntes com ara: “Té Estats Units un problema racial?”, “Com es pot resoldre de la millor manera?”.
Els apartats següents de l'obra contenen assajos, cartes i documents que mostren les idees de Cooper mitjançant escrits sobre feminisme, servei social, educació i política racial. El llibre també conté fragments sobre la seva tesi doctoral. Finalment, l'última secció conclou amb cartes i memòries sobre la seva vida i cronologia